# Anne Sewell Young
Anne Sewell Young (Bloomington, 2 gennaio 1871 – Claremont, 15 agosto 1961) è stata un'astronoma e docente statunitense che insegnò astronomia per 37 anni al Mount Holyoke College, fu direttrice del John Payson Williston Observatory e una delle otto fondatrici dell'American Association of Variable Star Observers (AAVSO) nel 1911. Scoprì nel 1929 la cometa 31P/Schwassmann-Wachmann.

## Biografia
Anne Sewell Young nacque il 2 gennaio 1871 a Bloomington, nel Wisconsin, figlia del reverendo Albert Adams Young e di Mary Sewell. La passione per l'astronomia le fu ispirata da suo zio, Charles Augustus Young, professore di astronomia all'Università di Princeton e uno dei primi ricercatori a interessarsi alla corona solare.
Si laureò presso il Carleton College in Minnesota nel 1892. Quindi insegnò matematica per tre anni al Whitman College di Walla Walla, Washington e poi riprese gli studi al Carleton College, dove ottenne il master nel 1897. Un anno più tardi, nel 1898, fu preside della scuola superiore di St. Charles, Illinois. Studiò all'Università di Chicago nel 1898 e nel 1906 ricevette il dottorato dalla Columbia University sotto la guida di Harold Jacoby con una tesi che valutava le misurazioni delle prime fotografie scattate da Lewis M. Rutherford stabilendo che la costellazione di Perseo aveva il doppio delle stelle stimate in precedenza.

## Carriera

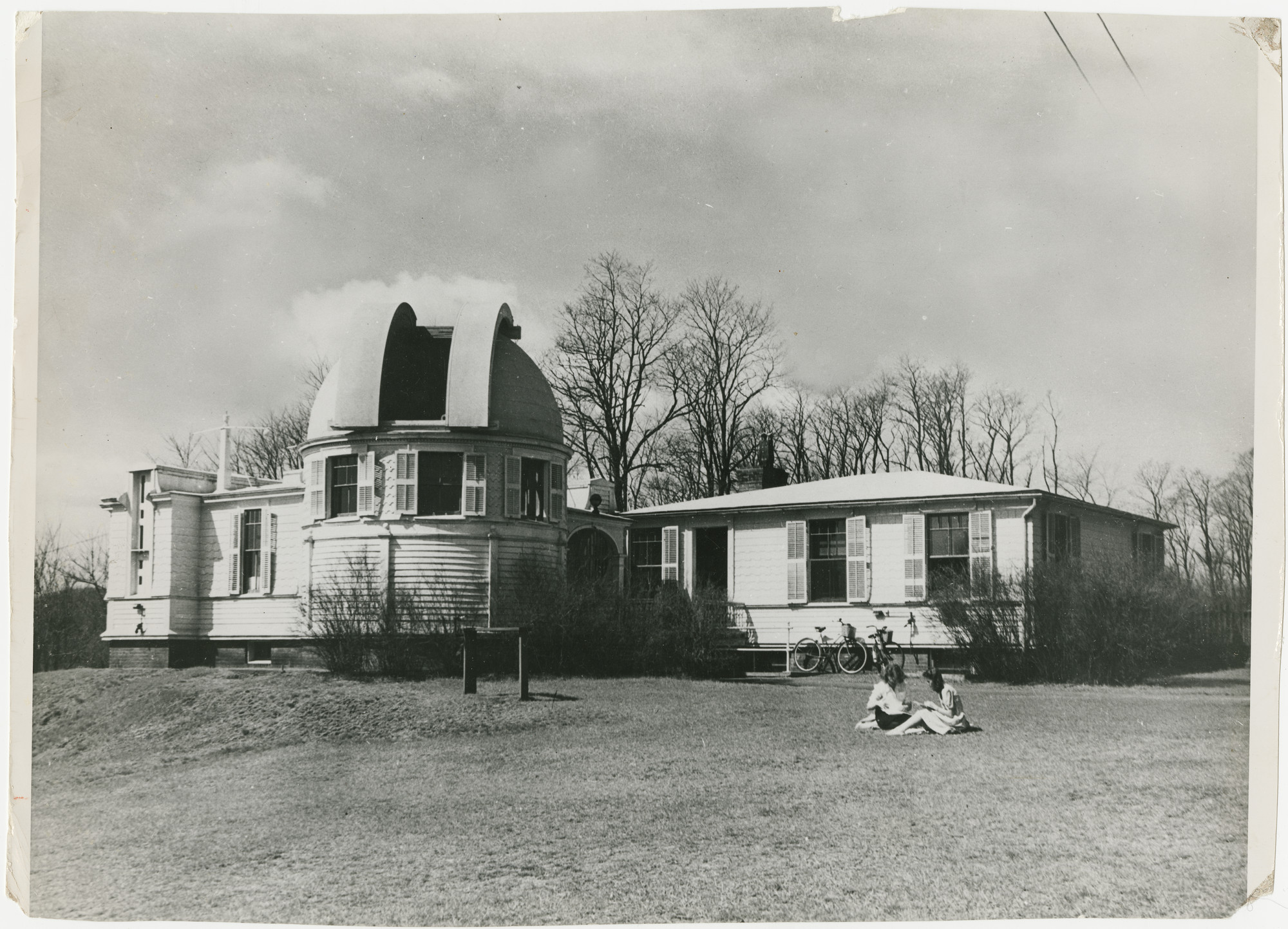
L'Osservatorio John Payson Williston, 1945–1955, South Hadley, Massachusetts

Già nel 1899, Young insegnò al Mount Holyoke College di South Hadley, nel Massachusetts. Lì fu nominata direttrice del John Payson Williston Observatory, dove condusse un programma di osservazione registrando le macchie solari ogni giorno e sviluppando un progetto di ricerca internazionale. Organizzò eventi all'osservatorio per gli studenti del Monte Holyoke e nel 1925 organizzò per il corpo studentesco il viaggio il treno per il Connecticut centrale per osservare l'eclissi solare totale.
Nell'estate del 1927, viaggiò in Europa nella speranza di vedere l'eclissi solare del 29 giugno in Inghilterra, ma era nuvoloso. Dal 1928 al 1929 trascorse un anno sabbatico come assistente di ricerca presso l'Università della California, Berkeley. Nel 1929, Young identificò la cometa 31P/Schwassmann-Wachmann con un oggetto che nel 1904 era stato erroneamente identificato come il pianeta minore "Adelaide" (A904 EB). Young tracciò A904 EB presso l'Università della California con l'assistenza di J Ueta dell'Osservatorio di Kyoto in Giappone.
Young fu interessata all'osservazione delle stelle variabili e scambiò informazioni sull'argomento con il direttore dell'Osservatorio dell'Harvard College, Edward Charles Pickering. Fondò
l'American Association of Variable Star Observers (AAVSO), contribuì all'organizzazione con oltre 6.500 osservazioni di stelle variabili e ne divenne presidente nel 1923.
Young si ritirò nel 1936 e il suo posto alla direzione dell'Osservatorio di Williston fu preso da una sua ex allieva, Alice Hall Farnsworth, come direttrice dell'Osservatorio di Williston. Young si trasferì a Claremont, in California, con sua sorella; vi morì il 15 agosto 1961 a 90 anni.